# Casa Pelegrí Guarch (Capella de Sant Cristòfor)
La casa Pelegrí Guarch és un edifici situat al carrer del Regomir, 7-9 del barri Gòtic de Barcelona, catalogat com a bé amb elements d'interès (categoria C). Inclou la petita capella de Sant Cristòfor.

## Història
Sembla que la primera capella de Sant Cristòfor estava edificada dintre d'una de les torres del castell del Regomir de la Muralla romana i era de titularitat privada. Tal com testimonien la llinda actual i la petita làpida incrustada a la façana, el 1503 i el 1530 s'hi van fer noves construccions, sempre com a petita capella adossada o situada sobre la torre del Regomir.
Dilluns a VIII de Agost MDXXX, lo R.S. Don Joan Miralles, archebisbe de Thessàlia, benehí la primera pedra de la present capella, presents los Magnífichs M. Francesc Climent de Corella, conseller, M. Esteve Fonoll, obrer; y dona LXXX dies de perdó a quants benefactors e LXXX a quants saludaran S. Christòphol
El 1568 s'hi va fer una nova ampliació, atès el creixement de la devoció al sant, i el 1585 la capella fou establerta per Felip II com a seu de la Confraria dels Porters Reials de Catalunya, funcionaris municipals que feien diligències judicials. La capella quedà molt malmesa durant l'ocupació francesa (1808-1814) i per la revolta de 1835, fins al punt que no va ser reoberta al culte fins al 1845.
A finals del segle xviii o principis del xix, la casa del número 7 va ser adquirida pel botiguer de teles Tomàs Llimona, que la llegà a la seva filla Pilar Llimona i Castell, casada amb Josep Martí i d'Estruch, que adoptà el cognom Llimona, i el 1831, el matrimoni va adquirir el número 9. Després de la mort de Llimona el 1843, el 1845 els seus hereus van fer la partició dels béns, i les finques van passar a mans de l'Hospital de la Santa Creu. El 1855, arran de la desamortització de Madoz, van passar a mans de l'Estat i el 1860 van ser venudes en subhasta pública a Pelegrí Guarch i Salom, un dels fills del matrimoni entre l'esclavista Pere Guarch i Miralles (1773-1838) i Francesca Salom.
L'octubre d'aquell any, Guarch va demanar permís per a remuntar un pis a la casa del número 7, però finalment va desistir, i l'agost de l'any següent va presentar un projecte de reedificació d'ambdues, obra del mestre d'obres Pau Martorell. El setembre del mateix any, el promotor Simó Coll i Alzamora, propietari de la casa número 4 del carrer del Regomir i de la volta de Sant Cristòfor, va fer el mateix amb la seva propietat. En el transcurs de l’enderrocament aparegueren les restes de la façana d’un edifici públic, recollides en un gravat de Josep Puiggarí i que en aquell moment foren tingudes per les d'un teatre, però que l'opinió actual considera com a part d'un portal monumental del primer recinte, l'anomenada Porta Gèmina. El desembre del 1861, Guarch ja havia pactat amb els obrers i administradors de la capella de Sant Cristòfor fer-se'n càrrec de la nova façana i la cessió d'un espai per a poder engrandir la sagristia, a canvi de poder edificar-hi a sobre. A tal efecte, el gener del 1862 va presentar un segon projecte que incloïa aquest àmbit.

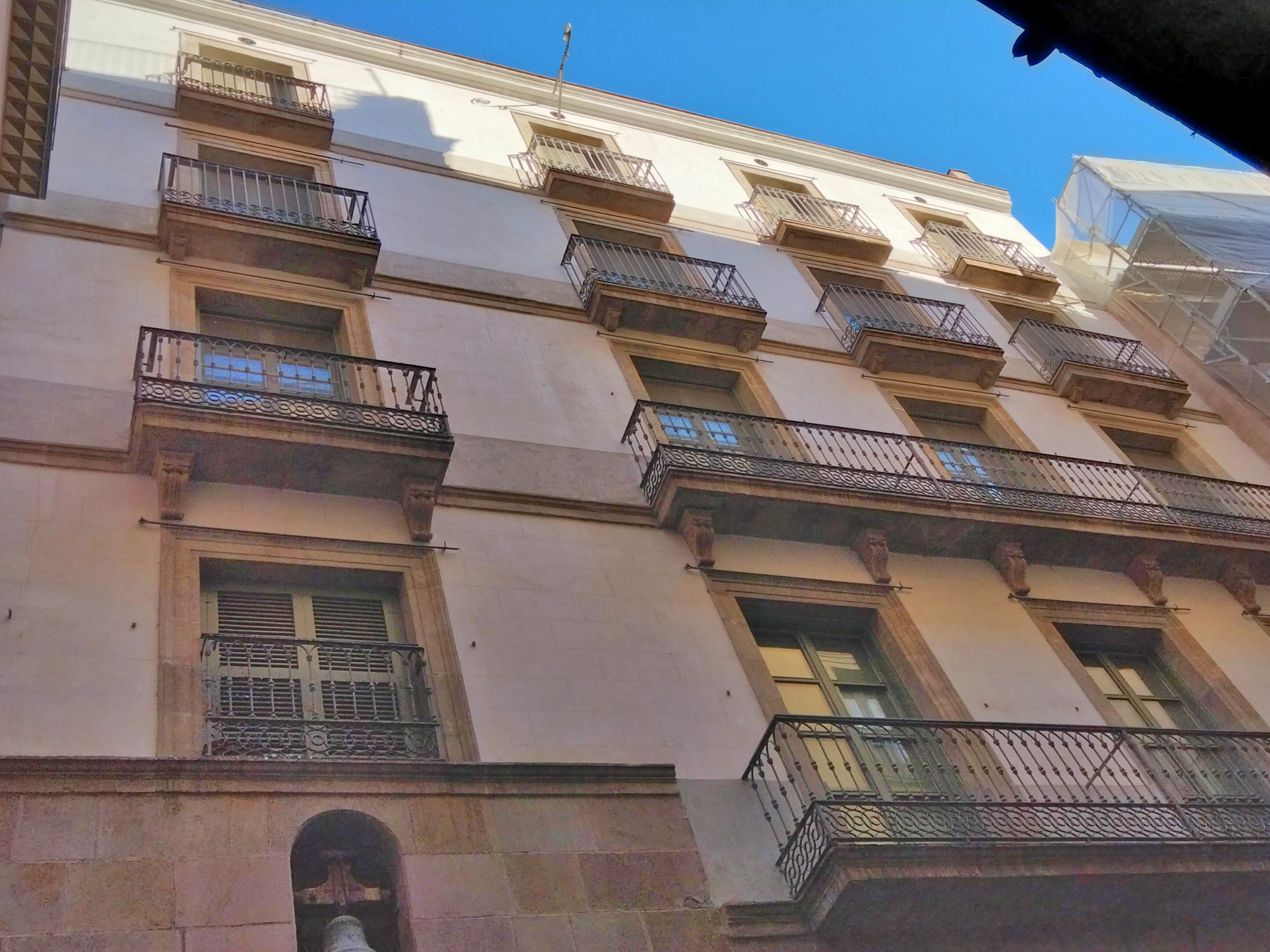
Detall de la façana

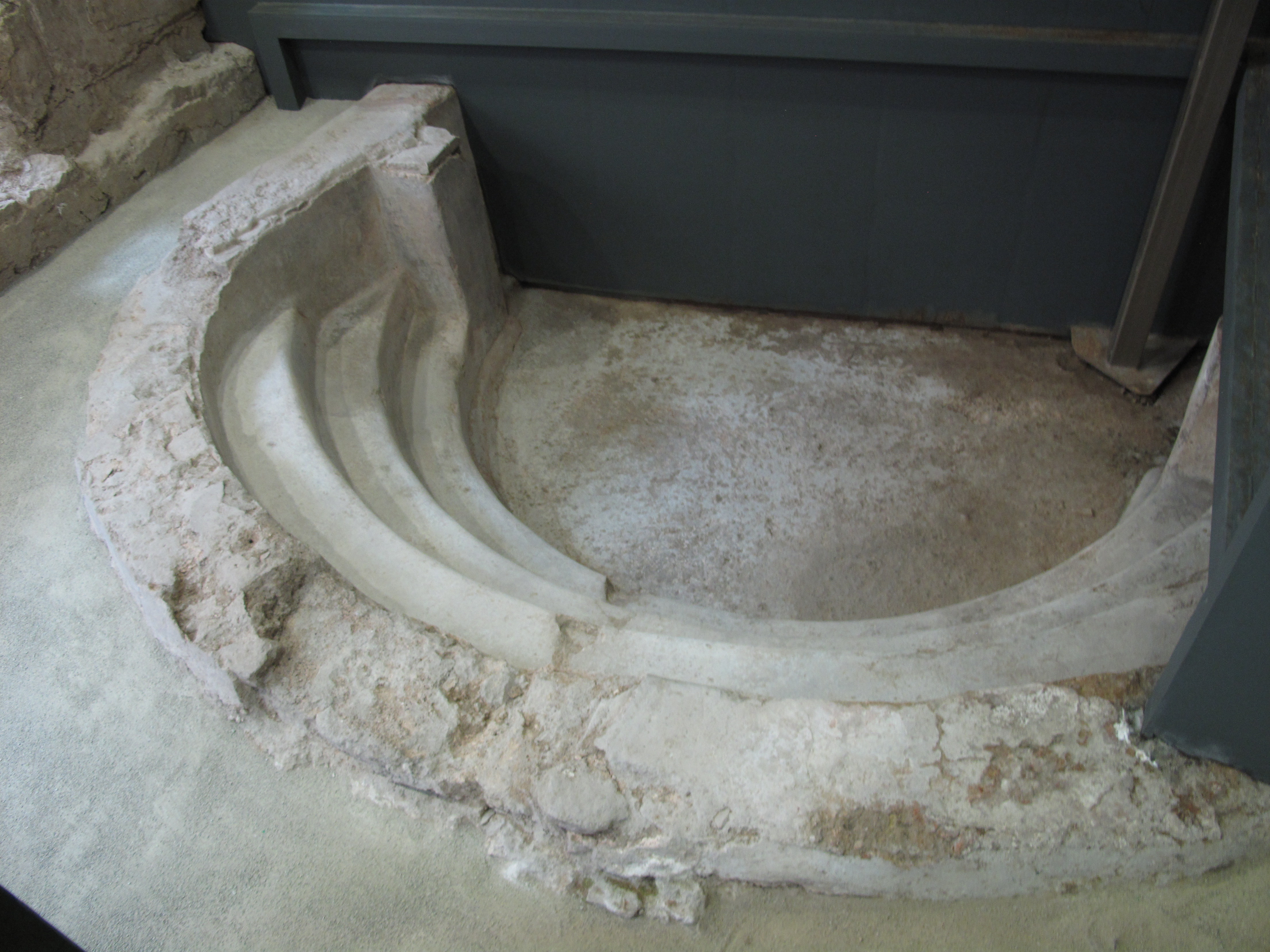
Restes de les termes portuàries de Bàrcino, al subsol del número 9

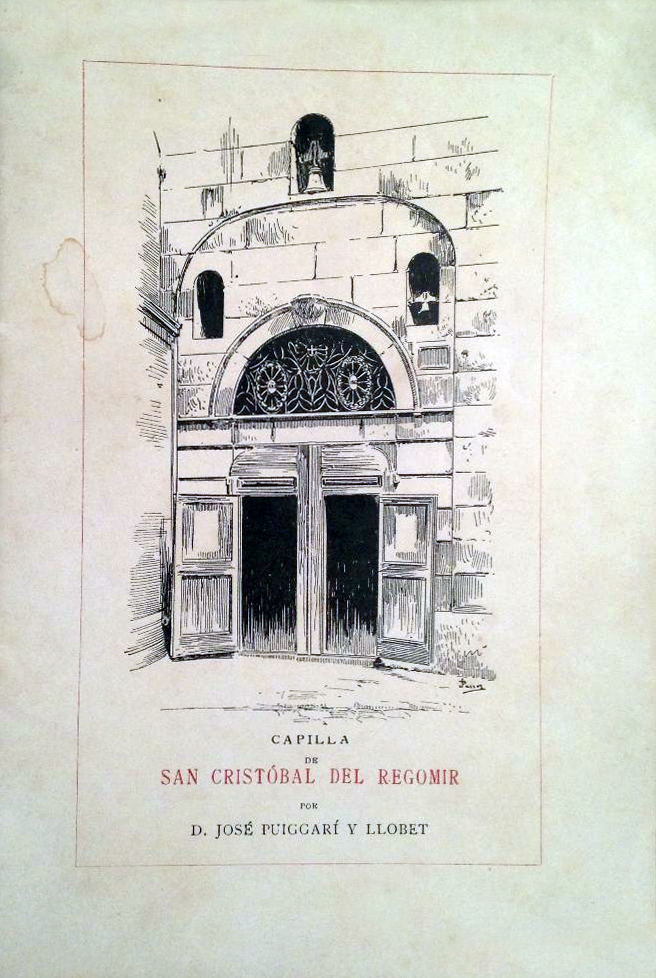
Portada de la publicació de 1899 Capilla de San Cristóbal del Regomir, de Josep Puiggarí

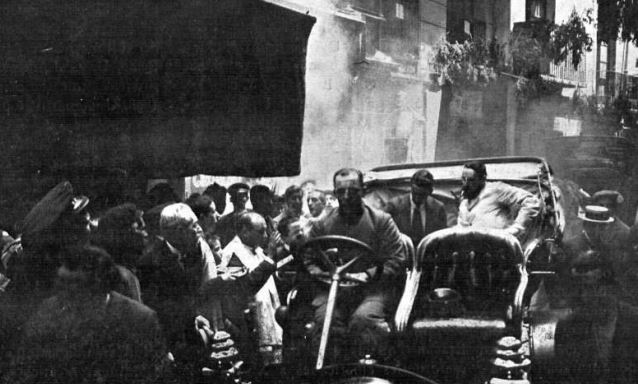
Primera benedicció d'automòbils (1907)

El 1899, la capella va ser reformada en estil neogòtic per Joan Martorell. El 10 de juliol del 1907, festivitat de Sant Cristòfor, i a imitació d'altres països d'Europa, hi va començar la benedicció d'automòbils. La pràctica aviat va ser imitada en altres esglésies del país i es manté des d'aleshores. Durant la Guerra Civil estigué tancada i sofrí alguns desperfectes, però es va poder salvar de la destrucció. Posteriorment, se'n va enderrocar la sagistria, a la qual s'accedia a través dels baixos.
La casa Pelegrí Guarch va ser adquirida per l'Ajuntament de Barcelona per a ampliar el Centre Cívic Pati Llimona, i des de l'any 2012 s'integra dins d'aquest conjunt arquitectònic.

## Descripció
Es tracta de dos edificis d'habitatges que conformen una unitat arquitectònica. El del número 9, de planta baixa, entresòl i quatre pisos, s'estructura en tres eixos verticals d'obertures amb balconades al primer i segon pis i balcons individuals a la resta. El número 7, de planta baixa, entresol i tres pisos, consta únicament d'un eix d'obertures, i als baixos hi ha la capella de Sant Cristòfor, una petita església d'aproximadament 5 m². A la reixa que hi ha sobre l'entrada figura la data de 1862.
Al subsòl de la parcel·la s'han trobat més restes d'època romana (segles i-iv). Per tal de deixar-les a la vista, se'n va enderrocar una part i s'hi va construir un nou accés vertical. Al primer pis, hi ha alguns espais d'interès com la sala destinada a taller de fotografia, amb un sostre de fusta amb aplics daurats, o el taller infantil, amb un sostre de fusta pintada que reprodueix un celatge.